# Gould, Arkansas
Gould là một thành phố thuộc quận Lincoln, tiểu bang Arkansas, Hoa Kỳ. Năm 2010, dân số của thành phố này là 837 người.

## Dân số
- Dân số năm 2000: 1305 người.
- Dân số năm 2010: 837 người.